# Michael Bunte
Michael Bunte (* 6. Februar 1964) ist ein ehemaliger deutscher Fußballspieler. Der Verteidiger und Vorstopper hat bei Fortuna Düsseldorf von 1983 bis 1986 in der Fußball-Bundesliga 54 Ligaspiele absolviert und wurde vom DFB dreimal in der Juniorennationalmannschaft U-21 eingesetzt.

## Karriere
Michael Bunte entstammt ursprünglich der Jugend von TSV Düsseldorf-Urdenbach, wovon er sich 1979 der Fortunen-Jugend anschloss. Die ersten Erfahrungen im Seniorenbereich sammelte er in der Verbandsliga Niederrhein und debütierte als Amateur in der Saison 1983/84 in der Bundesliga. Bunte debütierte in der Rückrunde am 13. April 1984, bei einer 0:6-Auswärtsniederlage beim VfB Stuttgart unter Trainer Willibert Kremer, in der Bundesliga. Die Defensive der Fortuna war dabei vor Torhüter Wolfgang Kleff mit Libero Gerd Zewe und den Verteidigern Manfred Bockenfeld, Anton Schmidkunz und Bunte angetreten. Nach einer guten Hinrunde mit 21:13 Punkten auf dem 6. Rang platziert, trudelte Düsseldorf in der Rückrunde dem Tabellenende entgegen und beendete auf dem 14. Rang die Runde. Bunte, der Mann aus der Amateurmannschaft, absolvierte die letzten sieben Rundenspiele bei den Profis. Zur Saison 1984/85 wurde er in den Lizenzspielerkader übernommen und es wurden noch die weiteren Spieler Dietmar Grabotin, Uwe Greiner, Jürgen Fleer und Hans Holmqvist neu verpflichtet. Als es in der Rückrunde immer mehr Richtung Tabellenende ging, wurde Trainer Kremer ab dem 15. April 1985 durch seinen vorherigen Assistenten und Amateurtrainer Dieter Brei ersetzt. Bunte absolvierte 17 Bundesligaspiele und auch Angreifer Sven Demandt machte die ersten Gehversuche in der Bundesliga. Der talentierte Abwehrspieler aus Düsseldorf wurde vom DFB am 11. September 1984 in Edinburgh beim Länderspiel gegen Schottland (1:2) erstmals in die Juniorennationalmannschaft U-21 berufen. Er wurde im Laufe des Spiels für Martin Kree eingewechselt. Einen Monat später vertrat er die DFB-Farben in einem Qualifikationsspiel zur Europameisterschaft in Münster gegen Schweden. Beim 1:0-Erfolg bildete er vor Torhüter Raimond Aumann mit Dietmar Roth, Michael Schröder und Armin Kraaz als Vorstopper die Defensive. Olaf Thon steuerte den Siegtreffer für die DFB-Talente bei. Im Debütjahr des gleichaltrigen Torhüters Jörg Schmadtke, 1985/86, steigerte Bunte seine Einsätze auf 30 Ligaspiele und war damit ein wesentlicher Bestandteil beim Klassenerhalt mit dem 14. Rang. Seinen 30. und letzten Bundesligaeinsatz resultiert aus dem 34. Rundenspieltag, den 26. April 1986, bei einer 2:5-Auswärtsniederlage bei Bayer Uerdingen, wo er in der 46. Minute für Vorstopper Andreas Keim eingewechselt wurde. Zu Beginn der Saison hatte er am 27. August 1985 in Moskau bei einem Länderspiel gegen die Vertretung der Sowjetunion (1:2) an der Seite von Wolfgang Funkel und Jürgen Kohler sein drittes Länderspiel in der U-21 absolviert.
Im Sommer 1986 konnten sich die Fortuna und Bunte nicht auf eine Vertragsverlängerung einigen. Bunte äußerte sich hierzu gegenüber dem kicker folgendermaßen: „Sie haben mich immer im Glauben gelassen, daß [sic] mein Vertrag zu besseren Bedingungen verlängert wird. Das neue Angebot war aber weit schlechter als mein bisheriger Verdienst!“ In der Folge schloss Bunte sich dem FC Augsburg im bayerischen Amateurlager an, womit seine Laufbahn als Profifußballer bereits mit 22 Jahren endete. Für die Schwaben war Bunte drei Spielzeiten in der Bayernliga aktiv, ehe er 1989 zum 1. FC Bocholt wechselte.